# Alexandre Tarbeïev
Alexandre Vladimirovitch Tarbeïev (en russe : Александр Владимирович Тарбеев en russe), né le 19 février 1956, est un créateur de caractères, graphiste et professeur russe.